# Civipol (société)
Cet article possède un paronyme, voir CIVPOL.
 (janvier 2022).
 (août 2009).
Si vous disposez d'ouvrages ou d'articles de référence ou si vous connaissez des sites web de qualité traitant du thème abordé ici, merci de compléter l'article en donnant les références utiles à sa vérifiabilité et en les liant à la section « Notes et références ».
CIVIPOL est la société de service et de conseil du ministère de l'Intérieur. Elle a pour mission de valoriser le savoir-faire du ministère essentiellement à l'étranger dans le cadre des actions de coopération technique à l’international du ministère. Société de droit privé, elle est détenue à 40 % par l'État français.
Depuis janvier 2021, Civipol a adopté le statut de Société à mission afin d'affirmer plus encore sa mission de service public.
Spécialisée dans l’ingénierie de projets, elle propose en France et à l’International, des prestations de conseil, d’assistance technique, d’audit et de formation dans les domaines des sécurités et de gouvernance.

## Activités
Civipol est depuis 2001 l’opérateur de coopération technique du ministère de l’Intérieur qui assure pour son compte des missions de conseil, d'assistance technique et de formation dans l’ensemble de ses champs de compétence : sécurité, lutte contre les trafics de migrants, administration territoriale. Civipol a également développé depuis une dizaine d’années son activité dans le domaine de l’état civil, en particulier sur le continent africain où elle aide les États à consolider leurs systèmes d’état civil. Son activité se déroule à titre principal à l’international, essentiellement sur financement des bailleurs internationaux, avec une très forte prédominance des financements européens.
Le président-directeur général de Civipol est également président du groupement d'intérêt économique MILIPOL. Il est à ce titre président des salons du réseau international MILIPOL (Paris, Doha, Singapour, New Delhi).
Elle déploie ses services à des clients diversifiés: bailleurs internationaux, États étrangers, administrations ou  structures publiques françaises et entreprises.
Les actions de Civipol couvrent l’ensemble des champs de compétence du ministère de l’Intérieur, la société intervient donc dans différents thématiques:
- la sécurité intérieure : la sécurité publique, la police technique et scientifique, la sécurité des biens, la lutte contre le terrorisme et le crime organisé, la prévention de la radicalisation violente, la cybersécurité et le contrôle aux frontières.
- la gouvernance : l’accompagnement dans la mise en place de réformes relatives à l’organisation des services d’État, la décentralisation et le développement des collectivités territoriales, la mise en place de système d’état civil, la gestion des flux migratoires, l’appui à l’État de droit et aux processus électoraux.

Civipol s’appuie sur un réseau institutionnel et des experts issus de tous les services du ministère de l’Intérieur.

## Historique
Civipol a été créé en 2001.
En 2014, la société paragouvernementale a élargi son périmètre d’intervention. Civipol qui jusque-là n’intervenait que dans la partie d’Afrique francophone intervient maintenant en Afrique francophone, au Moyen-Orien, ou en Amérique latine. Par exemple, la société agit maintenant dans la région de la corne de l’Afrique, dans des pays au contexte difficile comme le Yémen, la RCA et le Nigéria.
En 2016, Civipol a acquis, dans le cadre d’une stratégie de croissance externe lui permettant d’augmenter sa taille critique sur les marchés de la coopération, la société de conseil belge Transtec. Cette société devenue une filiale à 100% de CIVIPOL, constitue, avec Civipol et le GIE MILIPOL, le CIVIPOL groupe.
Civipol a vendu sa filiale Transtec en 2020 à la société canadienne Cowater International afin de se recentrer sur les fondamentaux de la sécurité intérieure.
En 2021, Civipol devient une société à mission et confirme sa mission d'intérêt public.

## Dirigeant, Statut et Organisation
Civipol conseil est drigé par Alain Rondepierre, Rémi Thuau de 2012 à 2016, puis Pierre de Bousquet de Florian de 2016 à 2017.
Le préfet Yann Jounot (ancien Coordonnateur National du Renseignement auprès du Président de la République) est PDG de Civipol Conseil depuis fin juin 2017.
L'entreprise a un statut de société anonyme régie par le droit des sociétés. Son capital social est  détenue majoritairement par des actionnaires privés (à hauteur de 60 %), l'État détenant une participation de 40 % du capital (au travers de l’Agence des participations de l’État). Les actionnaires privés présent au tour de table sont Airbus DS, Thalès, Idémia, Défense Conseil International, Société française d'exportation des ressources éducatives (SFERE).
Civipol est membre de deux réseaux professionnels : le conseil des industries de la confiance et de la sécurité (CICS) (Lien de redirection) et Syntec Ingénierie.
Dans le cadre de sa stratégie de croissance, Civipol-siège a consolidé son organisation interne autour de deux piliers, incarnés par deux adjoints directement rattachés au PDG: un pilier production qui associe les fonctions de développement et de mise en œuvre des projets et un pilier affaires administratives et financières et relations institutionnelles qui assure le fonctionnement transversal de la société. Le PDG est par ailleurs assisté d’un directeur adjoint qui lui est directement rattaché. La société est administrée par un conseil d’administration mixte public-privé de onze membres.
Dans le cadre de sa politique qualité, Civipol est depuis 2014 certifiée ISO 9001.

## Données d'activité et données financières
Le poids économique en volume annuel d’activité pour l'année 2021 représente 41M€.
CIVIPOL intervient aujourd’hui dans 62 pays avec une zone d’intervention qui s’étend majoritairement en Afrique (zone sahel élargie, Afrique de l’Ouest et centrale, Corne de l’Afrique) ainsi que dans le bassin méditerranéen, au Moyen-Orient, et plus marginalement aujourd’hui en Asie et en Amérique latine. Civipol groupe projette près de 1000 experts annuellement pour la mise en œuvre de ses projets de coopération technique. La société emploie 100 salariés.

## Sources et références
1. ↑  Le sigle est constitué des premières lettres de (Protection) Civile et de Police
2. ↑  « Civipol, l'expertise publique en matière de sécurité » sur le site du ministère de l'Intérieur - entretien avec Alain Rondepierre, alors président-directeur général